# 제일헬스사이언스㈜
제일헬스사이언스(Jeil-Health Science)는 2016년 11월 1일에 제일약품 일반의약품사업본부가 분할 설립하였다.

## 제품소개
일반의약품
- 제일파프
- 사니크린
- 케펜텍
- 한방파프
- 파프케이
- 디클로펜24
- 쿨파프
- 탑사인
- 진녹천 (일부공정위탁제조의뢰원 : 광동제약㈜ )
- 무르페
- 롱파프
- 투엑스비
- 레드리버
- 니조랄 (전문유통판매원 : ㈜휴온스)
- 지르텍 (수입판매원 : 한국유씨비제약㈜ )(전문유통판매원 : ㈜지오영)

## 단종제품
- 포리감마론
- 살색큐파스
- 노엘에스
- 클레오